# Tipula albocaudata
Tipula albocaudata är en tvåvingeart som beskrevs av Doane 1901. Tipula albocaudata ingår i släktet Tipula och familjen storharkrankar. Inga underarter finns listade i Catalogue of Life.